# 쿠쿠르 마운틴
《쿠쿠르 마운틴》은 '헌터 × 헌터'에 등장하는 지역으로 조르딕가의 사유지다. 해발 3722m로 파드키아 공화국 덴토라 지역에 위치하며, 유명 암살일가 조르딕가의 거처로 알려져있어 버스를 타고 구경을 할 만큼 유명 관광지가 되었다. 누구나 방문할 수 있지만, 대문 너머로 들어가기 위해서는 시험의 문을 통과해야 한다. 문지기 제브로에게서 열쇠를 빼앗아 시험의 문이 아닌 침입자의 문을 통해 들어가면, 조르딕가에서 기르는 마수 미케에게 공격당한다.

## 쿠쿠르 마운틴 관련 등장인물

### 마하=조르딕
키르아=조르딕의 고조부이다.

### 제노=조르딕
• 일본 성우: 미야자와 다다시(1999), 오오타케 히로시(2011)

• 한국 성우: 박영화(1999), 김기철(2011)
키르아의 조부모이자 실버=조르딕의 부친으로, 살인은 어디까지나 비즈니스로 생각하고 있다.

### 실버=조르딕
• 일본 성우: 이시이 고지(1999), 야마데라 코이치(2011)

• 한국 성우: 최지환(1999), 유해무(2011)
조르딕 가문의 가주이자 키르아의 아버지로 과묵한 성격이다.

### 키쿄우=조르딕
• 일본 성우: 유키에 레나(1999), 아와오 준코(2011)

• 한국 성우: 정남(1999), 차명화(2011)
키르아의 어머니로 기계로 된 고글을 착용하고 있으며 키르아에게 왜곡 된 애정을 쏟고 있다.

### 이르미=조르딕
• 일본 성우: 다카노 우라라(1999), 마츠카제 마사야(2011)

• 한국 성우: 이선(1999), 이원찬(2011), 남도형(극장판)
조르딕 가문의 장남으로 헌터 시험 당시 기타라클이라는 가명을 사용했다.

### 미르키=조르딕
• 일본 성우: 이시즈카 가타시(1999), 사이토 키미코(2011)

• 한국 성우: 권인지(1999, 2011)
조르딕 가문의 차남으로 피규어나 게임 등을 수집하고 있다. 외출하는 일이 드물어 비만인 체형으로 키르아에게 뚱뚱하다고 업신여겨진다.

### 키르아=조르딕
조르딕가의 삼남이다. 신중하고 머리가 좋은 편이나 다소 충동적인 부분이 있으며, 자신이 인정한 사람이 아니면 냉정한 일면도 보인다

### 아르카=조르딕, 나니카
• 일본 성우: 우치다 마아야(2011)
조르딕 가문의 넷째로 무녀와 같은 복장을 하고 있으며, 특이한 능력이 발동되면 또 다른 인격인 나니카가 나온다.

### 카르트=조르딕
• 일본 성우: 마에카와 유코(1999), 노토 마미코(2011)

• 한국 성우: 문남숙(1999), 권인지(2011)
조르딕 가문의 다섯째로 남자아이지만, 여성 기모노 차림을 하고 있다.

### 고트
• 일본 성우: 마쓰야마 다카시(1999), 호리우치 켄유(2011)

• 한국 성우: 유호한(1999), 유동균(2011)
위압적이고 엄격한 분위기의 남자 집사장이며, 키르아에게 애정을 갖고 있다.

### 카나리아
• 일본 성우: 기우치 레이코(1999), 쿠마이 모토코(2011)

• 한국 성우: 윤미나(1999), 최문자(2011)
견습 집사인 소녀로 지팡이를 이용한 전술을 사용한다.

### 츠보네 타니
• 일본 성우: 이쿠코(2011)
실버=조르딕의 직속 집사다. 키르아를 편하게 부를 수 있을 만큼 고참인 집사이며, 거구의 할머니다.

### 아마네
• 일본 성우: 이노우에 마리나(2011)

### 히시타
• 일본 성우: 나미카와 다이스케(2011, 25화), 스즈키 타쿠마(2011, 43화)

### 미츠바
• 일본 성우: 아카자키 치나츠(2011)
조르딕 가문의 여성 집사로 키르아 다음으로 '나니카'를 발견했다.

### 하삼
미츠바가 아르카의 응석을 4번 거절했기 때문에 미츠바와 같이 사망한다.

### 야스하
• 일본 성우: 반 메구미(2011)
조르딕 가문의 여성 집사로 명령에 의해 나니카에게 억만 장자가 되게 해달라는 소원을 빌었다.

### 카스가
• 일본 성우: 유우키(2011)
조르딕 가문의 여성 집사로 아르카의 응성을 4번 거절 한 뒤 '나니카'의 능력으로 연인을 포함한 그 자신과 관계 된 인물 67명이 연관되어 사망했다.

### 버스 가이드
• 일본 성우: 並木のり子나미키 노리코(1999), 長沢美樹나가사와 미키(2011)

• 한국 성우: 김진주(1999), 지미애(2011)
파드키아 공화국의 관광 버스 가이드.

### 제브로
• 일본 성우: 아카호시 쇼이치로(1999), 나카노 유타카(2011)

• 한국 성우: 황윤걸(1999), 온영삼(2011)
겉으로 보기엔 조르딕 가문의 경비원이지만, 침입자와 미케의 충돌을 정리하는 일을 하고 있다.

### 시크언트
• 일본 성우: 히라미츠 타쿠야(1999), 니시무라 토모히로(2011)

• 한국 성우: 김기철(1999), 엄상현(2011)
한때 현상금 사냥꾼이었으나, 카나리아 단 한명에게 본인과 부하 100명이 모두 패배하여 그대로 조르딕 가문의 사용인으로 일하고 있다.

### 미케
조르딕가에서 키우는 개 (마수) 몸길이 377m 체중 405kg